# 角枯葉變色龍
角枯葉變色龍（Brookesia stumpffi）是分布於馬達加斯加北部地區的一個物種。

## 特徵
大部分的角枯葉變色龍體長都大概在8-9公分之間，眉毛部位的突起有著和緩的弧度，沒那麼向前突出。腰部則有個菱形的斑紋。